# スーパー・フリーク
『スーパー・フリーク』（Super Freak）は、リック・ジェームスが1981年にリリースしたシングル。アルバム『ストリート・ソングス』からシングルカットされるや否や大ヒットし、ジェームスを代表する曲となった。
タイトルの「フリーク」は冒頭歌詞の「彼女はすごい変態...ママに会わせちゃだめなタイプ...」にあるような、性的に倒錯した人を指すスラングである。1982年のグラミー賞では、最優秀男性ロック・ヴォーカル・パフォーマンス賞にノミネートされた。「ローリング・ストーンの選ぶオールタイム・グレイテスト・ソング500」（2021年版）で153位 。1990年、『スーパー・フリーク』をサンプリングしたM.C.ハマーの『U・キャント・タッチ・ジス』がヒットした。

## レコーディング
他の『ストリート・ソングス』収録曲と同様、『スーパー・フリーク』も1980年12月から1981年1月にかけて、サウサリートのレコード・プラント・スタジオと、ハリウッドのモータウン/ヒッツヴィルUSA・スタジオでレコーディングされた。バッキング・ボーカルには、バス担当のグレッグ・"ビッグマネー"・ブラウン、メルヴィン・フランクリン、タボラ・ジョンソンと共に、モータウンの盟友テンプテーションズが参加している。テナーサックスのソロはストーン・シティ・バンドのダニエル・ルメールが担当した。即興的なジェームスの歌詞を、共同作曲者のアロンゾ・ミラーがソフトな表現に改めて完成させた。ジェームスにとっては特別な興奮に値するような曲ではなく、意図としてアルバムに「白人たちが踊れる曲を入れたかった」と語っている。

## チャート
| Chart (1981–1982)                          | Peak position |
| ------------------------------------------ | ------------- |
| Australia (ケント・ミュージック・レポート) | 26            |
| ベルギー (Ultratop 50 Flanders)            | 2             |
| カナダ トップシングルス (RPM)              | 40            |
| オランダ (Dutch Top 40)                    | 2             |
| オランダ (Single Top 100)                  | 3             |
| ニュージーランド (Recorded Music NZ)       | 4             |
| US Billboard Hot 100                       | 16            |
| US Billboard Hot Dance Club Play           | 1             |
| US Billboard Hot Soul Singles              | 3             |
| US キャッシュボックス                      | 17            |
| US レコード・ワールド                      | 14            |

| Chart (1981)                           | Position |
| -------------------------------------- | -------- |
| Belgium (ウルトラトップ Flanders)      | 54       |
| Netherlands (ネーダラントス・トップ40) | 24       |
| Netherlands (シングル・トップ100)      | 26       |

## 認定
| 国/地域                    | 認定 | 認定/売上数 |
| -------------------------- | ---- | ----------- |
| アメリカ合衆国 (RIAA)      | Gold | 500,000^    |
| ^ 認定のみに基づく出荷枚数 |      |             |

## ビートフリークズ・バージョン
2006年、オランダのビートフリークズが、カバー・バージョンをシングルリリースし、全英シングルチャートで7位、フィンランドとハンガリーで6位など各国でヒットを飾った。

### チャート
| Chart (2006–2007)                        | Peak position |
| ---------------------------------------- | ------------- |
| ベルギー (Ultratip Flanders)             | 5             |
| Belgium (ウルトラトップ Dance Flanders)  | 8             |
| チェコ (Rádio Top 100)                   | 34            |
| フィンランド (Suomen virallinen lista)   | 6             |
| フランス (SNEP)                          | 56            |
| ハンガリー (Dance Top 40)                | 6             |
| ハンガリー (Single Top 40)               | 6             |
| アイルランド (IRMA)                      | 20            |
| オランダ (Dutch Top 40)                  | 34            |
| オランダ (Single Top 100)                | 26            |
| Romania (ロマニアン・トップ100)          | 66            |
| スコットランド (Official Charts Company) | 6             |
| UK シングルス (OCC)                      | 7             |
| UK ダンス (OCC)                          | 5             |

## サンプリング
『スーパー・フリーク』をサンプリングした有名曲として、1990年に大ヒットしたM.C.ハマーの『U・キャント・タッチ・ジス』2022年にBillboard Hot 100で初登場1位を獲得したアメリカの女性ラッパーニッキー・ミナージュの『スーパー・フリーキー・ガール』がある。